# اثر واحه

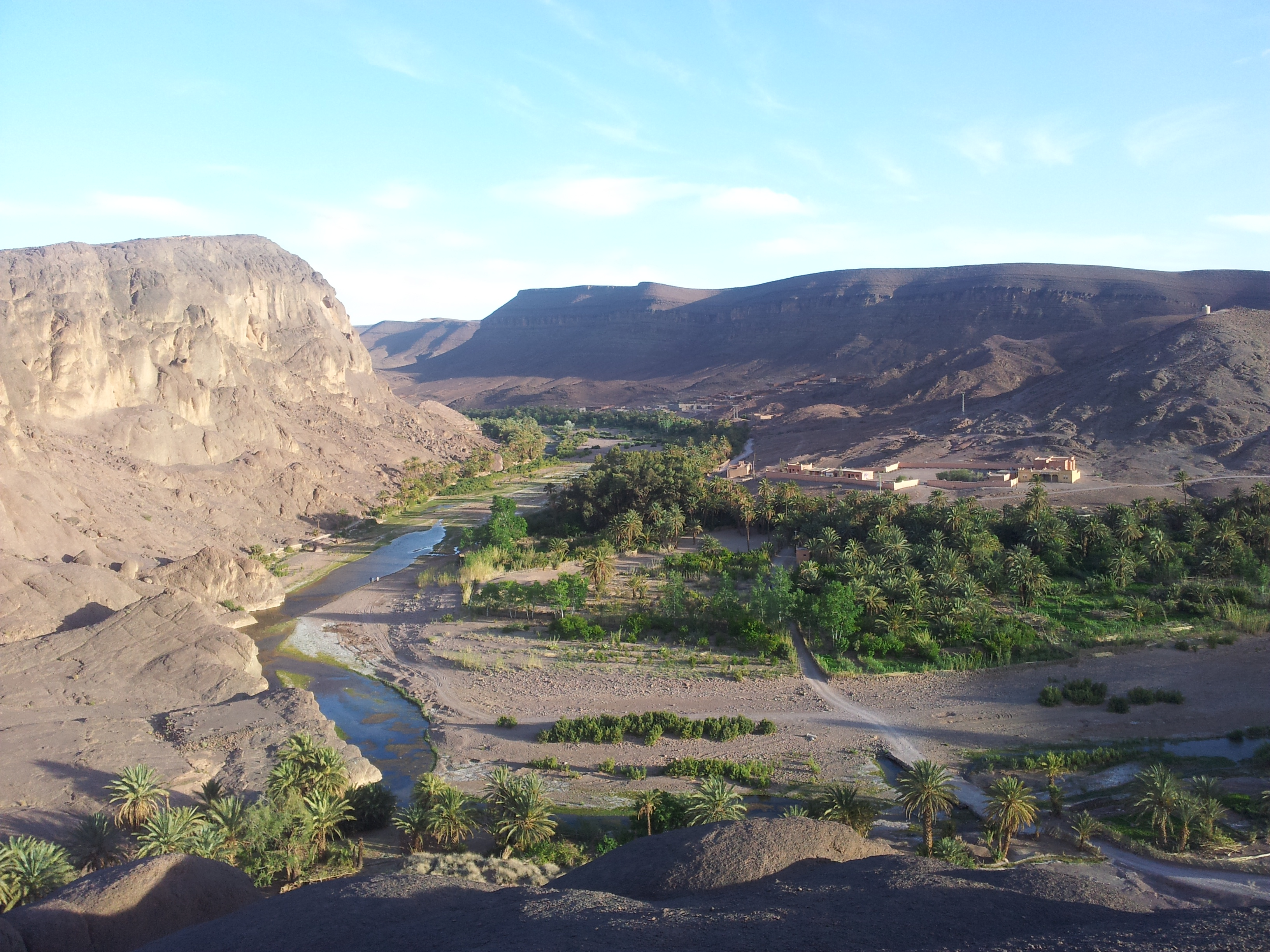
این عکس کنتراست شدید بین واحه و صحرای پیرامون ایجادشده توسط اثر واحه را نشان می‌دهد.

اثر واحه (به انگلیسی: Oasis effect) به ایجاد یک خرداقلیم محلی اشاره دارد که به دلیل تبخیر یا تبخیر و تعرق منبع آب یا زندگی گیاهی خنک‌تر از منطقه خشک پیرامون است و آلبدوی زندگی گیاهی بالاتر از زمین برهنه است. اثر واحه به این دلیل نامیده می‌شود که در واحه‌های بیابانی یافت می‌شود. برنامه‌ریزان شهری می‌توانند چیدمان شهر را برای بهینه‌سازی اثر واحه برای مبارزه با اثر جزیره گرمایی شهری طراحی کنند. از آنجایی که به تبخیر بستگی دارد، اثر واحه بر پایهٔ فصل متفاوت است.